# Centre sportif des FAR
 (mars 2017).
Si vous disposez d'ouvrages ou d'articles de référence ou si vous connaissez des sites web de qualité traitant du thème abordé ici, merci de compléter l'article en donnant les références utiles à sa vérifiabilité et en les liant à la section « Notes et références ».
Le Centre sportif des F.A.R (en arabe : المركز الرياضي العسكري) est situé dans la forêt de Maâmora, sur le territoire de la ville de Salé.
C'est le centre sportif officiel militaire dont l'association sportive des FAR fait toutes les entraînements.

## Histoire
Il a une superficie de 40 hectares. L’ASFAR bénéficie des installations mises à sa disposition par le Centre sportif des Forces armées royales. Ce centre dispose de deux terrains gazonnés, deux terrains synthétiques pour le football, une salle omnisports, une piscine couverte aux normes olympiques et une autre en plein air, une salle de musculation, trois courts de tennis, une salle de boxe, une salle des arts martiaux et une salle de Gymnastique.
En outre, le centre dispose d’un centre de formation intégré pour footballeurs, un amphithéâtre dotée d’équipements audiovisuels, un réfectoire, un hôtel, un centre médico-sportif, ainsi que des espaces administratifs.
Le Centre médico-sportif dispose d’une unité d’exploration fonctionnelle cardiorespiratoire. Le centre dispose également d’une unité de radiologie et d’échographie conventionnelle, d’une unité de chirurgie dentaire, d’une unité de réhabilitation fonctionnelle et de balnéothérapie (jacuzzi et sauna). Il est également doté d’une salle de décochage et de réanimation et d’un SAMU.